# Elezioni presidenziali a São Tomé e Príncipe del 2011
Le elezioni presidenziali a São Tomé e Príncipe del 2011 si tennero il 17 luglio (primo turno) e il 7 agosto (secondo turno).

## Risultati
| Candidati             | Partiti                                                                   | I turno | I turno | II turno | II turno |
| Candidati             | Partiti                                                                   | Voti    | %       | Voti     | %        |
| --------------------- | ------------------------------------------------------------------------- | ------- | ------- | -------- | -------- |
| Manuel Pinto da Costa | Indipendente                                                              | 21 457  | 35,62   | 35 140   | 52,88    |
| Evaristo Carvalho     | Azione Democratica Indipendente                                           | 13 125  | 21,79   | 31 308   | 47,12    |
| Delfim Neves          | PCD - MDFM-PL                                                             | 8 652   | 14,36   |          |          |
| Maria das Neves       | Indipendente                                                              | 8 461   | 14,04   |          |          |
| Elsa Pinto            | Indipendente                                                              | 2 682   | 4,45    |          |          |
| Aurélio Martins       | Movimento di Liberazione di São Tomé e Príncipe/Partito Socialdemocratico | 2 445   | 4,06    |          |          |
| Filinto Costa Alegre  | Indipendente                                                              | 2 401   | 3,99    |          |          |
| Hélder Barros         | Indipendente                                                              | 414     | 0,69    |          |          |
| Jorge Coelho          | Indipendente                                                              | 401     | 0,67    |          |          |
| Manuel de Deus Lima   | Indipendente                                                              | 208     | 0,35    |          |          |
| Totale                | Totale                                                                    | 60 246  | 100     | 66 448   | 100      |